# US 안코니타나
우니오네 스포르티바 안코니타나(이탈리아어: Unione Sportiva Anconitana)는 마르케주 안코나를 연고지로 하는 축구 구단으로, 줄여서 안코나로 불린다.
1991-92 세리에 B 시즌에서 3위를 차지해 세리에 A로 승격되었지만 1992-93 시즌에서 17위를 차지하면서 다시 강등된다. 1993-94 코파 이탈리아에서 결승전까지 진출했지만 삼프도리아에 패해 준우승을 차지하는 데에 그치고 만다. 2002-03 세리에 B 시즌에서 4위를 차지해 세리에 A로 승격(2번째 승격)되었지만 2003-04 세리에 A 시즌 개막 이후부터 무려 28경기 연속 무승 기록을 차지하는 불명예를 안았고 시즌 최하위(승점 13점, 통산 전적 2승 7무 25패, 21득점 70실점)를 기록하면서 강등되고 만다. 나중에는 팀까지 파산되면서 세리에 C2로 강등되고 만다.
2007-08 세리에 C1 B그룹 시즌에서 승강 플레이오프를 통해 세리에 B로 승격되었고 2008-09 시즌에서는 승강 플레이오프까지 가는 접전 끝에 잔류하는 데에 성공한다. 하지만 2009-10 시즌이 끝난 이후 팀이 재정난을 겪으면서 팀명을 US 안코나 1905로 바꾸었다. 2017년의 강등 이후, US 안코나 1905 파산했으나, US 안토니타나 ASD가 창단됐고 FIGC 지역 위원회는 이 신생 구단이 역사를 잇는 것을 승인하며, 구단이 존속할 수 있게 됐다.

## 역대 감독
| 감독            | 임기        |
| --------------- | ----------- |
| 프란코 스콜리오 | 1997 ~ 1998 |
| 루차노 스팔레티 | 2001 ~ 2002 |